# Nicola De Meneghi
Nicola De Meneghi (Asolo, 7 gennaio 1972) è un ex rugbista a 15 italiano, pilone, vincitore di 6 campionati nazionali con il Benetton.

## Biografia
Fin dalle giovanili nel Benetton, De Meneghi esordì in prima squadra e vinse il suo primo titolo nel 1992; elemento fisso della formazione, disputò più di 130 incontri in totale per il Benetton, 16 dei quali nelle coppe europee.
Nel 2003, anno in cui lasciò Treviso e meditò anche l'abbandono dell'attività, vinse il suo sesto scudetto; fu l'allenatore francese Christian Gajan, già tecnico di Treviso, a convincere De Meneghi a continuare a giocare e a trasferirsi al Castres, club nel quale rimase circa un anno e mezzo.
In Francia De Meneghi terminò la carriera professionistica; tornato in Italia all'inizio del 2005 fu ingaggiato dal Montebelluna dove terminò l'attività.

## Palmarès
- Campionati italiani: 6
Benetton Treviso: 1991-92, 1996-97, 1997-98, 1998-99, 2000-01, 2002-03
- Coppe Italia: 4
1997-98